# Велиян Парушев
Велиян Парушев Митев е бивш български футболист, играл като защитник и дефанзивен полузащитник за отборите на Сливен, ЦСКА (София) и Нефтохимик. Роден е на 20 март 1968 г. в Сливен. Има 5 мача за националния отбор.

## Кариера
Започва кариерата си във ФК Сливен. През 1990 печели купата на страната. През 1991 преминава в ЦСКА София. Престоят му при „червените“ ще се запомни най-вече с победния му гол срещу Парма в Купата на УЕФА. Също така става шампион на страната, изигравайки 15 мача и вкарвайки 1 гол през сезона. Парушев дебютира и за националния отбор на България през същата година. От лятото на 1992 е футболист на Нефтохимик (Бургас). Играчът става един от основните футболисти на „Нафтата“ като с тях печели Купата на ПФЛ през 1996 и 1997 г., участва в Купата на УЕФА и изиграва над 100 мача в А група. В края на 90-те години става капитан на отбора. През 2002 е освободен от отбора след пререкания със собственика и слага край на кариерата си.
От 2006 до 2011 е треньор на юношеските формации на Черноморец (Бургас).

## Извън футбола
От 2011 работи като шофьор на камион за германска фирма. Завръща се в България през 2013 поради заболяване от рак на белия дроб. Умира на 29 януари 2013 в Бургас.